# Catarctia biseriata
Catarctia biseriata är en fjärilsart som beskrevs av Carl Plötz 1880. Catarctia biseriata ingår i släktet Catarctia och familjen tandspinnare. Inga underarter finns listade i Catalogue of Life.